# Kanton Cournon-d'Auvergne
Cournon-d'Auvergne is een kanton van het Franse departement Puy-de-Dôme. Het kanton maakt deel uit van het arrondissement Clermont-Ferrand.
Het kanton omvatte tot 2014 uitsluitend de gemeente Cournon-d'Auvergne.
Bij de herindeling van de kantons door het decreet van 21 februari 2014, met uitwerking op 22 maart 2015 werd de gemeente Le Cendre bij het kanton gevoegd.